# Sweet Blood Theory
Sweet Blood Theory è il quinto disco dei Secret Sphere, pubblicato nel 2008. L'album è un concept basato sulla novella 'The Vampire' scritta da John William Polidori nel 1814.
In questo album vi è una collaborazione con Simone Campete, autore del brano d'introduzione Evil or Divine e dell'orchestrazione di alcuni brani.

## Tracce
1. Evil Or Divine
2. Stranger In Black
3. From A Dream To A Nightmare
4. Bring On
5. The Shadows Of The Room Of Pleasure
6. Welcome To The Circus
7. The Butterfly Dance
8. Sweet Blood Theory
9. Feed My Fire
10. All These Words
11. Vampire's Kiss
12. The Day At The End Of The World *

*bonus track per il Giappone.

## Formazione
- Antonio Agate - tastiere
- Aldo Lonobile - chitarra
- Paco Gianotti - chitarra
- Roberto Messina - voce
- Andrea Buratto - basso
- Federico Pannazzato - batteria